# Bolide du Yunnan du 4 octobre 2017
Le 4 octobre 2017 vers 20 h 07 heure locale, un météoroïde extrêmement brillant est tombé sur la province chinoise du Yunnan, dans le sud du pays, atteignant sa luminosité maximale à environ 37 km du sol.   Le superbolide de 8 secondes a été largement enregistré puisqu'il est tombé en fin de soirée lors de la fête de la mi-automne, un événement assez populaire en Chine.

## Vue d'ensemble
Sur la base de sa vitesse d'entrée (14,6 km/s) et de son énergie, l'astéroïde d'origine mesurait probablement entre 2,2 et 3,6 mètres de large, légèrement plus petit que le bolide de 2015 en Thaïlande, tombé un peu plus de deux ans auparavant à plusieurs centaines de kilomètres au sud.
Il s'agit du plus gros météore enregistré tombé sur la Chine depuis le bolide du Gansu du 15 décembre 2000, qui a émis environ 262 gigajoules d'énergie par rapport à 192 en 2017.  Alors que ce ne fut que le cinquième événement d'impact le plus énergique de 2017, ce fut le plus grand événement sur la terre ferme et plus spécifiquement une zone peuplée.